# 스트리트 뷰 서비스 목록
전세계 360도 파노라마를 제공하는 온라인 매핑 서비스 목록이다. 지역별로 분류되어 있다.

## 전세계
- 구글 스트리트 뷰는 세계에서 가장 포괄적인 스트리트 뷰 서비스이다. 전 세계 85개국 이상에 대한 스트리트 뷰를 제공한다.
- 애플 룩 어라운드(Apple Look Around)는 29개국의 스트리트 뷰를 제공한다.
- Mapilio는 CC BY-SA 라이센스 조건에 따라 전 세계 사용자로부터 거리 수준 이미지를 수집한다.
- 마이크로소프트 빙 스트리트사이드(Microsoft Bing Streetside)는 빙 지도에서 마우스 오른쪽 버튼을 클릭하여 스트리트 뷰를 제공한다.
- Mapillary 프로젝트는 CC BY-SA 라이센스에 따라 라이센스가 부여된 사용자로부터 크라우드소싱 이미지를 수집한다.
- KartaView(이전 OpenStreetCam)는 TeleNav에서 제작되었으며 크라우드소싱 이미지를 사용하고 이미지에 CC BY-SA 라이센스를 부여한다는 점에서 Mapillary와 매우 유사하다.